# Arrondissement Argenteuil
Das Arrondissement Argenteuil ist eine Verwaltungseinheit des Départements Val-d’Oise in der französischen Region Île-de-France. Unterpräfektur ist Argenteuil.

## Kantone
Das Arrondissement untergliedert sich in 9 Kantone:
- Argenteuil-1 (mit 2 von 3 Gemeinden)
- Argenteuil-2
- Argenteuil-3
- Domont (mit 2 von 11 Gemeinden)
- Ermont
- Franconville
- Herblay-sur-Seine
- Saint-Ouen-l’Aumône (mit 1 von 12 Gemeinden)
- Taverny

## Gemeinden
Die Gemeinden des Arrondissements Argenteuil sind:
| 1. Argenteuil (95018)            | 2. Beauchamp (95051)            | 3. Bessancourt (95060)         | 4. Bezons (95063)                   |
| 5. Cormeilles-en-Parisis (95176) | 6. Eaubonne (95203)             | 7. Ermont (95219)              | 8. Franconville (95252)             |
| 9. Frépillon (95256)             | 10. La Frette-sur-Seine (95257) | 11. Herblay-sur-Seine (95306)  | 12. Montigny-lès-Cormeilles (95424) |
| 13. Pierrelaye (95488)           | 14. Le Plessis-Bouchard (95491) | 15. Saint-Leu-la-Forêt (95563) | 16. Sannois (95582)                 |
| 17. Taverny (95607)              |                                 |                                |                                     |

## Neuordnung der Arrondissements 2017

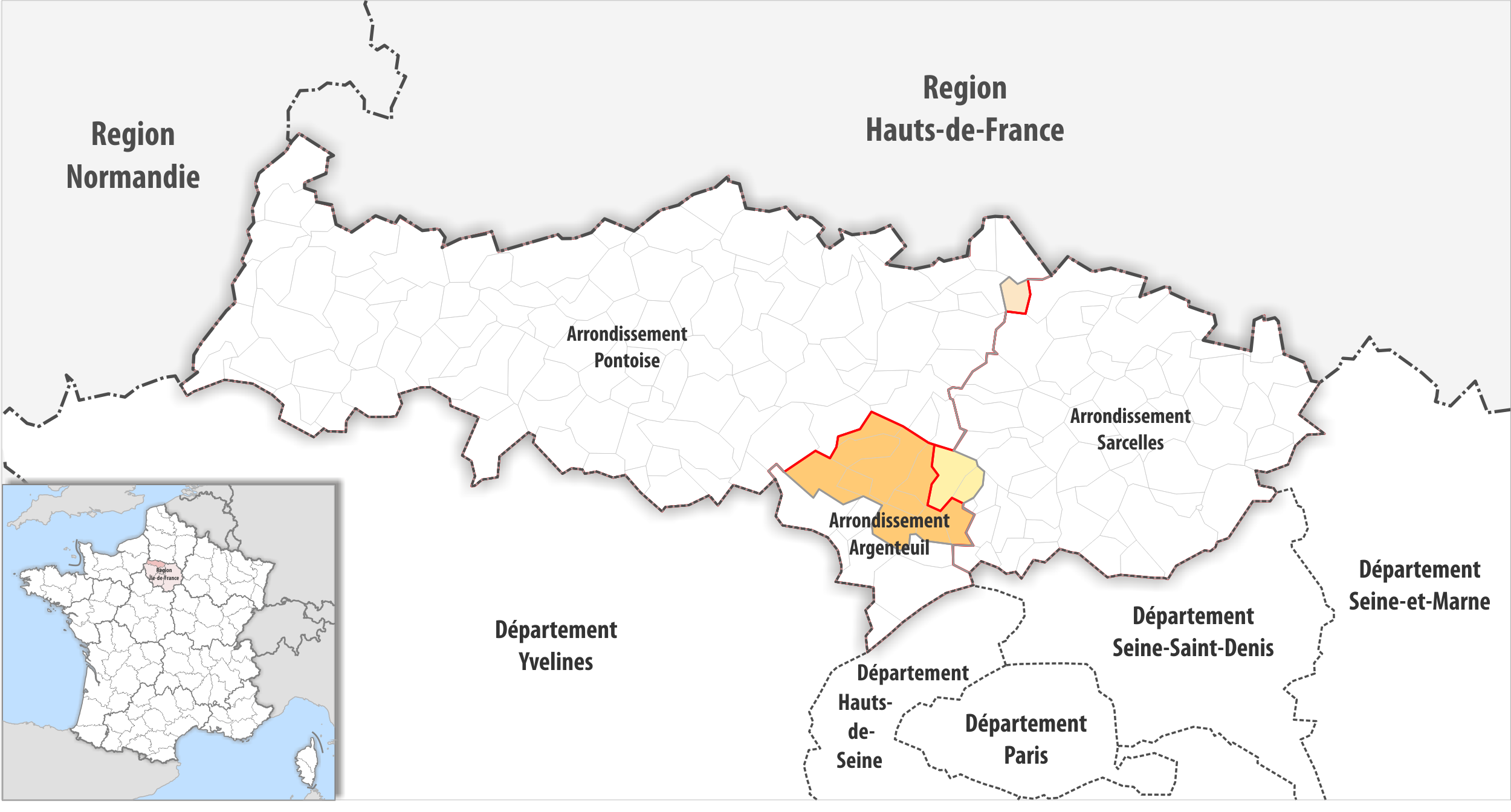
Arrondissementsanpassungen im Jahr 2017

Durch die Neuordnung der Arrondissements im Jahr 2017 wurde die Fläche der zehn Gemeinden Beauchamp, Bessancourt, Eaubonne, Ermont, Franconville, Frépillon, Pierrelaye, Le Plessis-Bouchard, Saint-Leu-la-Forêt und Taverny aus dem Arrondissement Pontoise dem Arrondissement Argenteuil zugewiesen.